# خالصه (فلسطین)
خالصه (به عربی: الخالصة) روستایی فلسطینی، در شمال سرزمین فلسطین واقع در ۲۸ کیلومتری شمال شرق صفد بود. این روستا در مجاورت مرز با لبنان قرار داشت. جمعیت این روستا در تاریخ ۱۱ مه ۱۹۴۸ در طول جنگ ۱۹۴۸، اخراج شده و تا به امروز اجازه بازگشت نداشته‌اند.
سابقه تاریخی این روستا حداقل به پیش از چهار قرن پیش بر میگردد،‌ طوری که در منابع مالیات عثمانی در سار ۱۵۹۶ میلادی، به آن اشاره شده بود. در این منابع، جمعیت روستا ۲۹ خانوار تخمین زده شده بود.
از قرم ۱۹ام به بعد، شواهد مبنی بر این است که جمعیت روستا را اعراب بدویی از عشیره الغوارنه تشکیل می دادند. بعد از فروپاشی دولت عثمانی، در سال ۱۹۲۰، در جنگ بین پادشاهی عربی سوریه و قوای استعماری فرانسه، میلیشیاهای ساکن این روستا به شهرکی یهودی‌نشین در نزیکی روستا حمله کردند، که در طول آن، ۸ نفر از قوای یهودی کشته شدند. این روستا ابتدا تحت حاکمیت لبنان تحت قومیت فرانسه قرار داده شد، اما به دلیل موقعیت شهرک یهودی‌نشین متولا در این منطقه، کل منطقه منجمله روستای خالصه به زیر حاکمیت فلسطین تحت قومیت بریتانیا منتقل شد. این انتقال به دلیل سیاست دولت بریتانیا مبنی بر  «ایجاد خانۀ ملی برای یهودیان در سرزمین فلسطین» بود.
در سرشماری سال ۱۹۴۵، آخرین سرشماری پیش از اخراج ساکنین روستا و تخریب کامل آن توسط اسرائیل، جمعیت روستا ۱۸۴۰ نفر عرب فلسطینی، که از این بین، ۲۰ نفر مسیحی و بقیه مسلمان بودند، شمارده شد.
در طول جنگ ۱۹۴۸، پس از سقوط شهر صفد در عملیات «ییفتاخ» تاریخ ۱۰ مه ۱۹۴۸،‌ بزرگان روستان خالصه سعی در مذاکره با فرماندهان نظامیان صهیونیست برای تامین امنیت روستا و روستاییان را داشتند. اما این پیشنهادهای صلح توسط قوای میلیشیای صهیونیست رد شد و در نتیجه، جمعیت روستا در تاریخ ۱۱ مه ۱۹۴۸ مجبور به ترک روستا و فرار به لبنان شد. بر اساس نقل قول‌ها از ایگال آلون، فرمانده اسرائیلی عملیات «ییفتاخ»، علاوه بر تاثیر منفی سقوط شهر صفد و اخراج کامل جمعیت عرب-فلسطینی آن، جنگ روانی قوای او نیز تاثیر به سزایی در ایجاد رعب بین روستاییان عرب و فرار آنها داشت. این جنگ روانی شامل پخش شایعه دروغ «قوای کمکی صهیونیستی بزرگی در راه آمدن به منطقه هستند و آن‌ها قصد تخریب و آتش زدن روستاها را دارند.»
پس از جنگ، در همان سال اول، روستا به طور کامل تخریب شد، و بر روی اراضی آن، در سال ۱۹۴۹، شهر یهودی‌نشین کریات‌شمونا ساخته شد. تا به امروز اهالی روستا آواره و اکثرا در لبنان هستند، و اجازه بازگشت نداشتند. تنها ساختمان به جا مانده از روستا، مسجد جامع آن است که به عنوان «موزه تاریخ کریات‌شمونا» استفاده می شود.
در یکی دو سال بعد، ساکنین اصلی روستا سعی در عبور از مرز لبنان و بازگشت به روستا و اراضی خویش کردند، ولی مورد تیراندازی قوای ارتش اسرائیل واقع شدند.

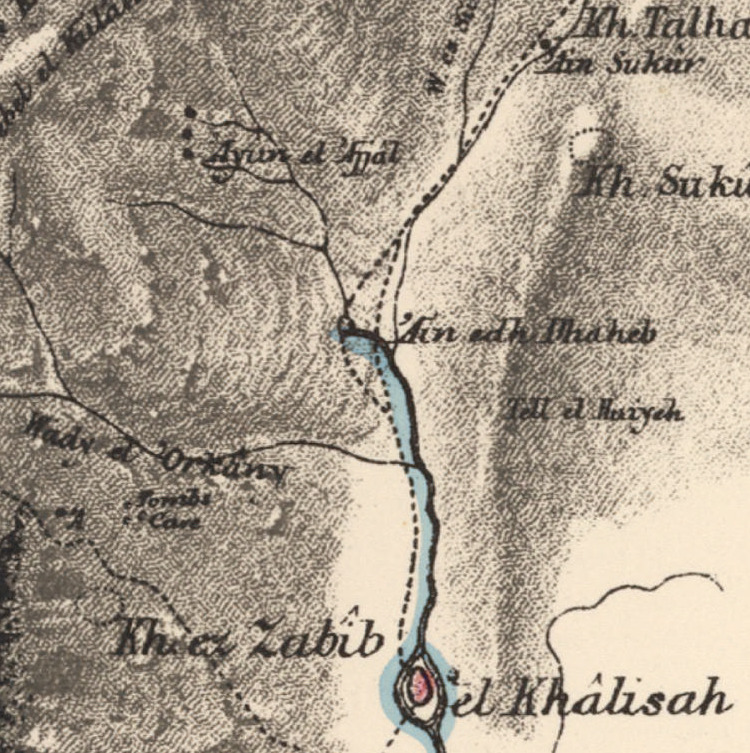
نقشه روستای خالصه و مناطق اطراف آن، دهه ۱۸۷۰
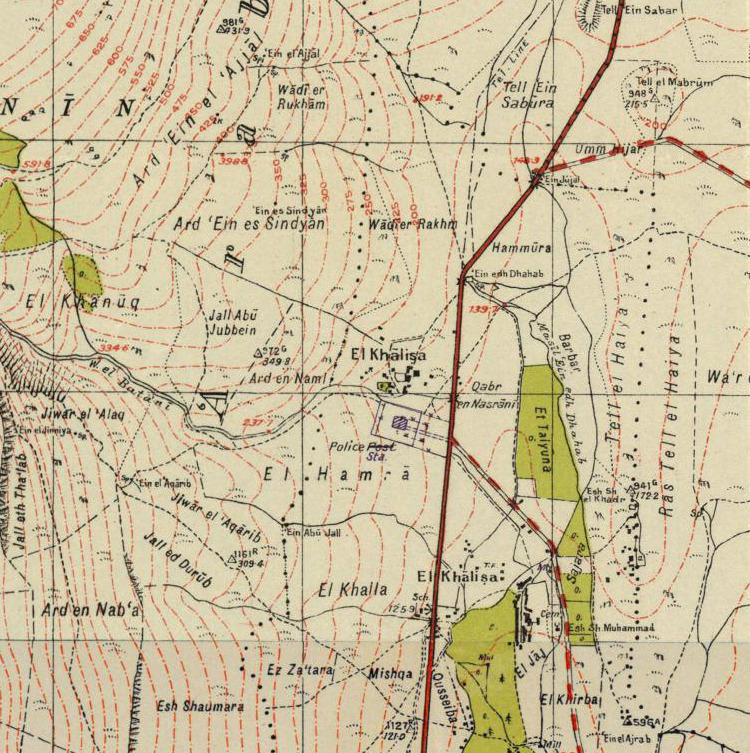
نقشه روستای خالصه و مناطق اطراف آن، دهه ۱۹۴۰
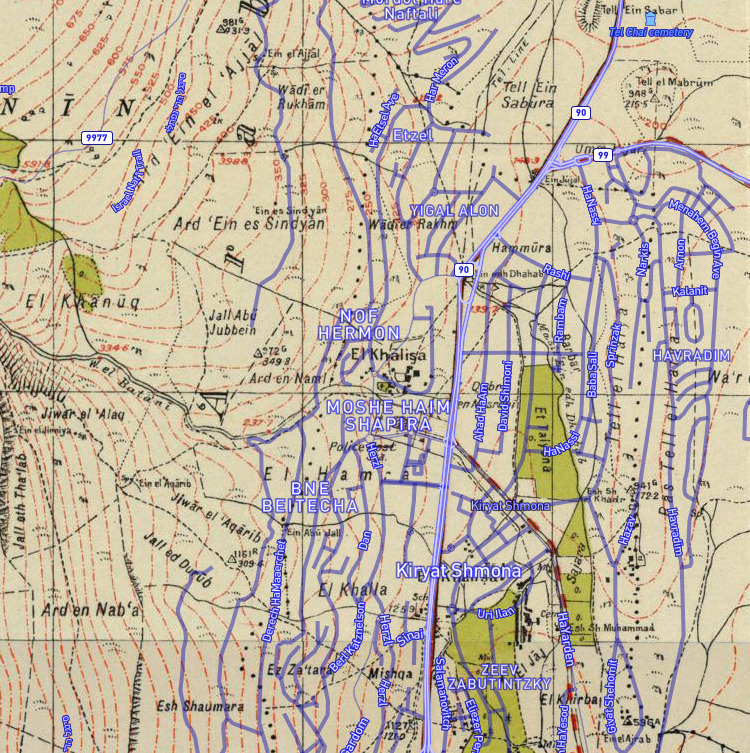
نقشه روستای خالصه و مناطق اطراف آن، دهه ۱۹۴۰، و خیابان‌های امروز شهر کریات‌شمونا بر روی آن